# ميغيل أنخيل شيكو هيريرا
ميغيل أنخيل شيكو هيريرا (بالإسبانية: Miguel Ángel Chico Herrera)‏ هو محامي وسياسي مكسيكي، ولد في 17 مارس 1961. حزبياً، نشط في حركة التجديد الوطنية. وقد انتخب عضو مجلس الشيوخ من المكسيك.